# Tour Femenino de Venezuela
El Tour Femenino de Venezuela fueron dos carreras profesionales femeninas, una de un día y la otra por etapas que se disputaron en Venezuela denominadas respectivamente como Tour Femenino de Venezuela I (I) y Tour Femenino de Venezuela II (II).
La única edición de ambas pruebas se disputó en el año 2019 como parte del calendario internacional femenino de la UCI como competencias de categoría 1.2 y 2.2 respectivamente.

## Palmarés

### Tour Femenino de Venezuela I (carrera de un día)
| Año  | Ganador        | Segundo            | Tercero         |
| ---- | -------------- | ------------------ | --------------- |
| 2019 | Angie González | Clemilda Fernandes | Lilibeth Chacón |

### Tour Femenino de Venezuela II (carrera de por etapas)
| Año  | Ganador         | Segundo            | Tercero       |
| ---- | --------------- | ------------------ | ------------- |
| 2019 | Lilibeth Chacón | Clemilda Fernandes | María Briceño |

## Palmarés por países
| País      | Victorias |
| --------- | --------- |
| Venezuela | 1         |

| País      | Victorias |
| --------- | --------- |
| Venezuela | 1         |